# Міхновка (Брагінський район)
Міхновка — (біл. вёска Міхнаўка), село (веска) в складі Брагінського району розташоване в Гомельській області Білорусі. Село підпорядковане Вугловській сільській раді і в ньому мешкає 37 чоловік (станом на 2004 рік).
Село Міхновка розташоване на південному сході Білорусі, у південній частині Гомельської області, неподалік від районного центру Брагіна (за 12 кілометрів північніше).